# 부산 동래 패총
부산 동래 패총(釜山 東萊 貝塚)은 부산광역시 동래구 낙민동에 있는 철기시대의 패총이다. 1970년 4월 25일 대한민국의 사적 제192호로 지정되었다.

## 개요
패총은 선사시대 사람들이 조개를 먹고 버린 조가비와 생활 쓰레기들이 쌓여 이루어진 것으로 조개더미 유적이라고도 하는데 당시의 생활 모습을 잘 보여주는 유적이다.
바닷가에서 떨어진 얕으막한 언덕에 조개더미가 분포되어 있으나, 유적이 이루어질 당시엔 바닷가에 있었을 것으로 보인다. 유적의 층위는 위로부터 겉흙층·조가비섞임층·회색찰흙층으로 되어있다.
회색찰흙층에서는 쇠를 녹여내던 쇠부리터가 나왔는데, 이것은 우리나라 최초로 발견된 고대 제철 관계유적이다. 출토된 유물은 토기·뼈와 뿔로 만든 도구·철기·바늘·가락바퀴·독무덤(옹관묘) 등이 있다. 이러한 유물의 특징으로 보아 1세기에서 3세경 사이에 이루어진 유적임을 알 수 있다.

## 같이 보기
- 패총

## 참고 자료
- 부산 동래 패총 - 국가유산청 국가유산포털